# Municipio de Lynn (Minnesota)
El municipio de Lynn (en inglés: Lynn Township) es un municipio ubicado en el condado de McLeod en el estado estadounidense de Minnesota. En el año 2010 tenía una población de 550 habitantes y una densidad poblacional de 6,43 personas por km².

## Geografía
El municipio de Lynn se encuentra ubicado en las coordenadas 44°50′43″N 94°26′50″O / 44.84528, -94.44722. Según la Oficina del Censo de los Estados Unidos, el municipio tiene una superficie total de 85.5 km², de la cual 82,29 km² corresponden a tierra firme y (3,76 %) 3,21 km² es agua.

## Demografía
Según el censo de 2010, había 550 personas residiendo en el municipio de Lynn. La densidad de población era de 6,43 hab./km². De los 550 habitantes, el municipio de Lynn estaba compuesto por el 97,09 % blancos, el 1,45 % eran asiáticos, el 0,18 % eran de otras razas y el 1,27 % eran de una mezcla de razas. Del total de la población el 1,27 % eran hispanos o latinos de cualquier raza.